# Cappella Saint-Louis de la Salpêtrière
La cappella di San Luigi della Salpêtrière (in francese: chapelle Saint-Louis de la Salpêtrière) è un luogo di culto cattolico situato all'interno dell'ospedale Salpêtrière, nel XIII arrondissement.

## Storia
Nel dicembre 1669, il re Luigi XIV chiese al suo architetto Louis Le Vau di costruire, sotto la supervisione del controllore generale delle finanze e sovrintendente degli edifici del re Jean-Baptiste Colbert, una nuova cappella per l'ospedale Salpêtrière in sostituzione di quella precedente di Saint-Denis, divenuta insufficiente. Le Vau morì l'11 ottobre 1670, prima dell'inizio dei lavori, e il progetto fu affidato a Libéral Bruant, l'architetto dell'Hôtel des Invalides, che riprese i disegni del suo predecessore. La costruzione si protrasse fino al 1678, anche se la sacrestia fu completata soltanto nel 1776.
Con la rivoluzione francese, nel 1793 la cappella venne trasformata in scuderia e granaio. Successivamente fu ripristinata al culto e il 26 maggio 1812 venne dedicato il nuovo altare maggiore. Oggi, dopo un lungo periodo di abbandono, ha riacquistato destinazione cultuale, oltre ad ospitare numerosi eventi artistici quali mostre e concerti.
Dal 1976 la cappella è monumento storico di Francia.

## Descrizione
La cappella è costruita presenta una pianta a croce greca: intorno all'ottagono centrale, coperto dalla cupola che alla sua sommità raggiunge i 52 metri di altezza, si alternano i quattro bracci alternati ad altrettante cappelle anch'esse ottagonali, dedicate rispettivamente a san Vincenzo de' Paoli, a Gesù Buon Pastore, alla Vergine Maria e a santa Genoveffa. Tale pianta risponde alla necessità di riunire, senza mescolarle, le varie categorie di persone indigenti che partecipavano alle celebrazioni. Nel braccio opposto all'ingresso principale, limitato in lunghezza rispetto agli altri, si trova l'altare maggiore, realizzato nel 1812 accostando elementi eterogenei dei secoli precedenti; fino al 1975, esso era collocato al centro della crociera. Nella cappella della Vergine vi il gruppo scultoreo a grandezza naturale in legno policromo del XVIII secolo raffigurante la Pietà.
A ridosso della controfacciata del braccio d'ingresso, su una cantoria lignea, si trova l'organo maggiore, realizzato da un non meglio identificato Briel nel 1709, ampliato alla fine dello stesso secolo e ricostruito una prima volta da Antoine Suret nel 1861, e una seconda da Erwin Müller nel 1977-1979. Il materiale fonico è interamente racchiuso entro la cassa lignea settecentesca (con positivo tergale frutto dell'ampliamento ottocentesco). Lo strumento è a trasmissione meccanica e dispone di 31 registri su tre manuali e pedale. Nella cappella di San Vincenzo de' Paoli vi è un secondo organo a canne, di minori dimensioni, costruito intorno al 1860 da un organaro anonimo e dotato di 4 registri.

## Galleria d'immagini

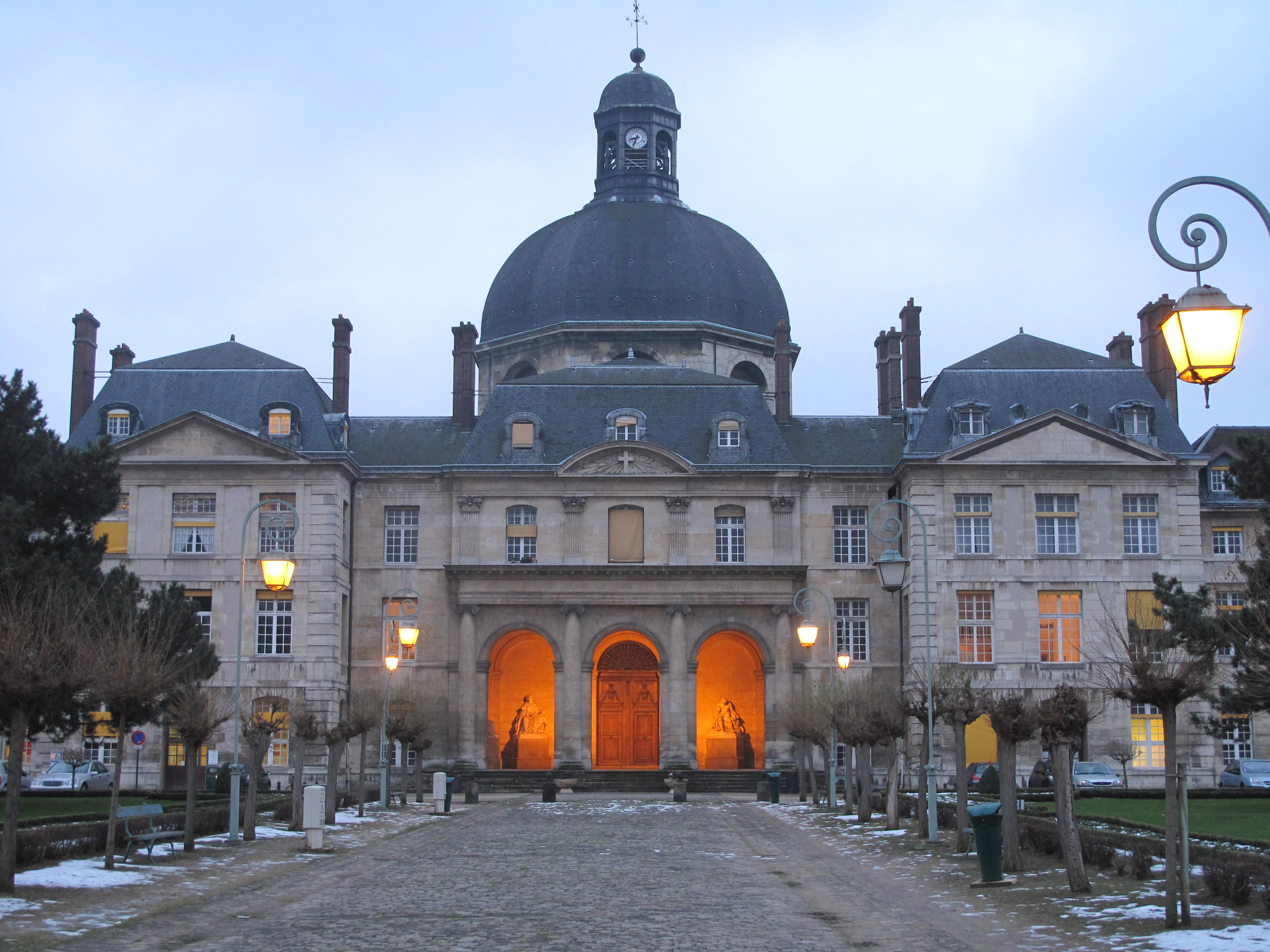
Prospetto principale
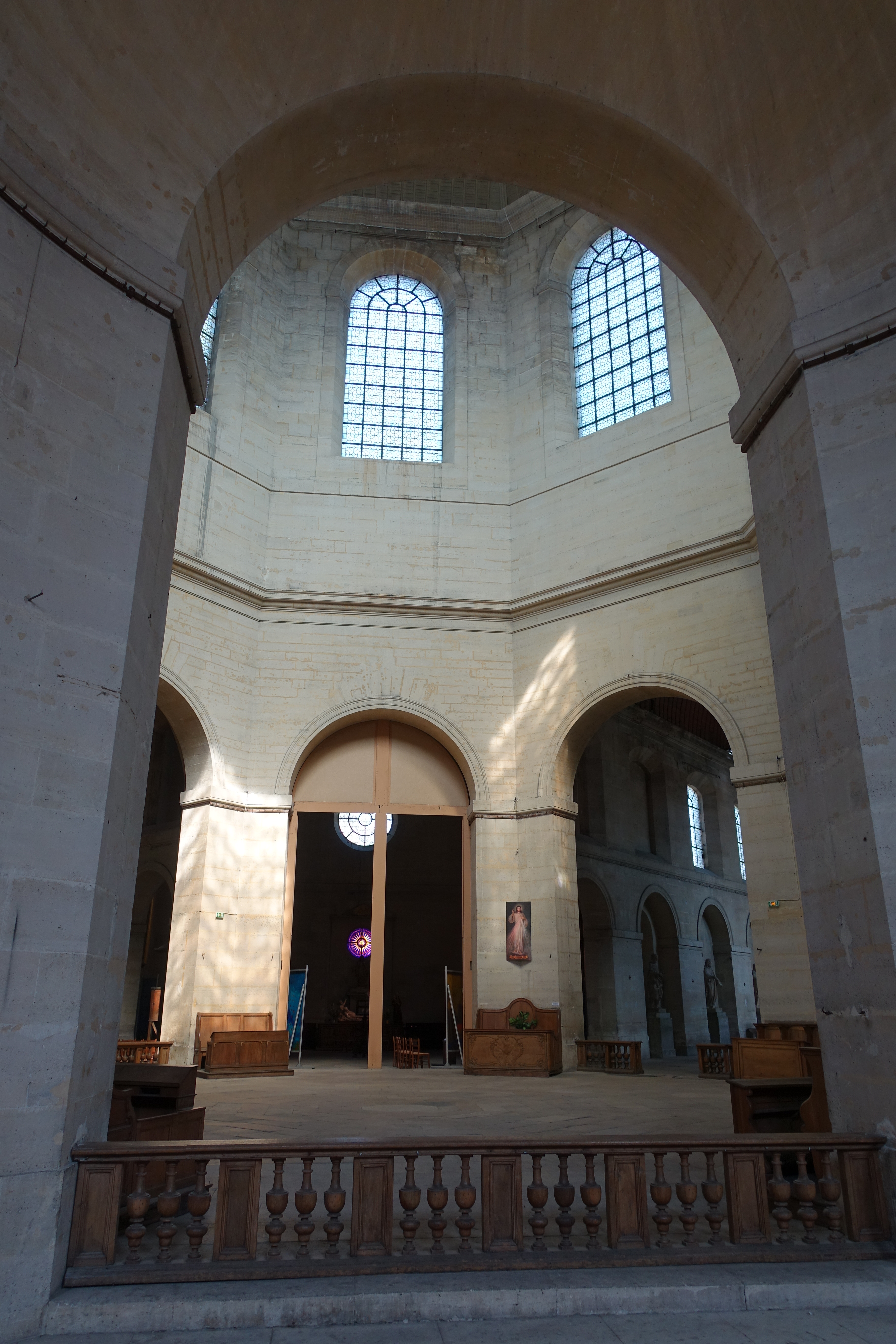
Ottagono centrale
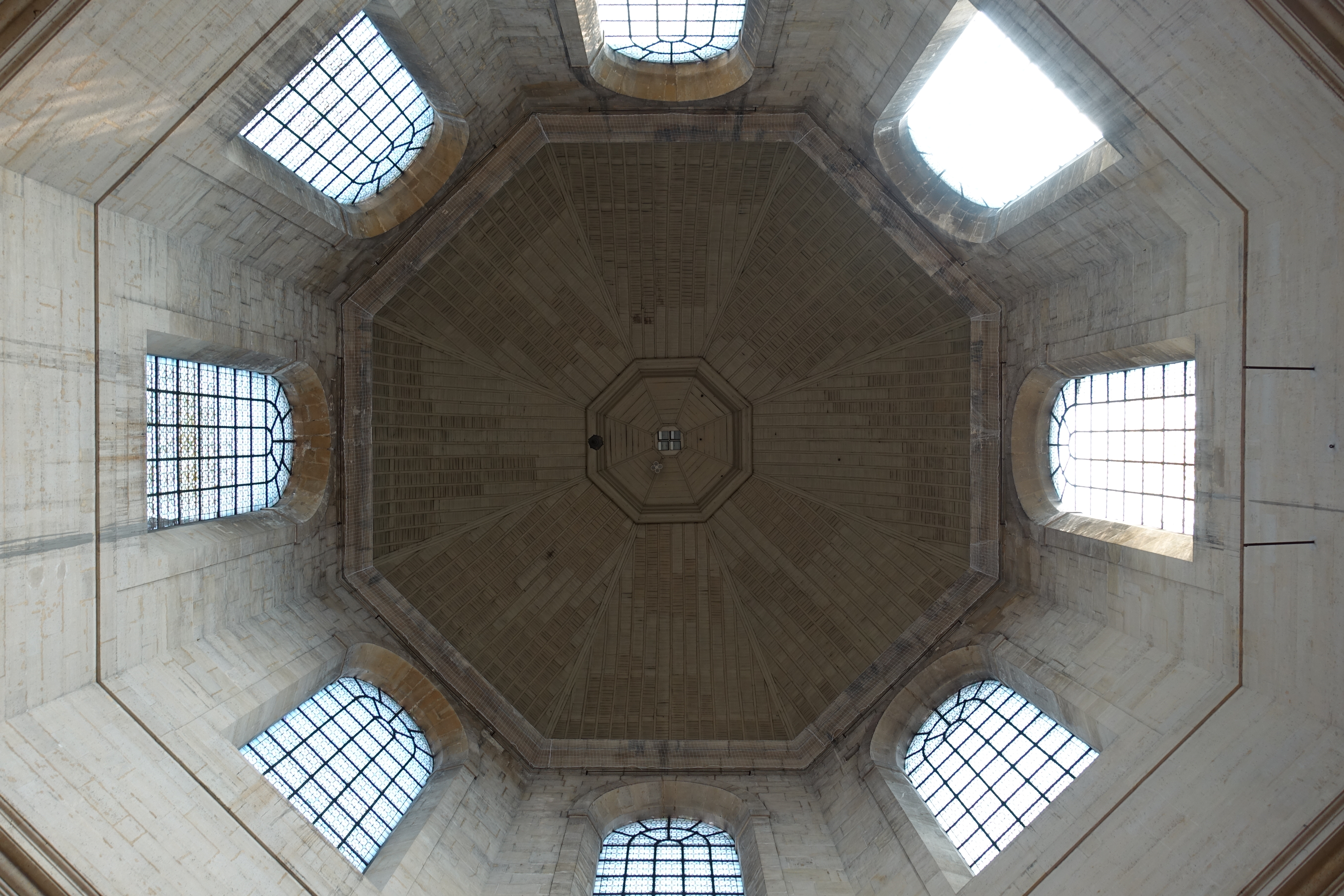
Interno della cupola
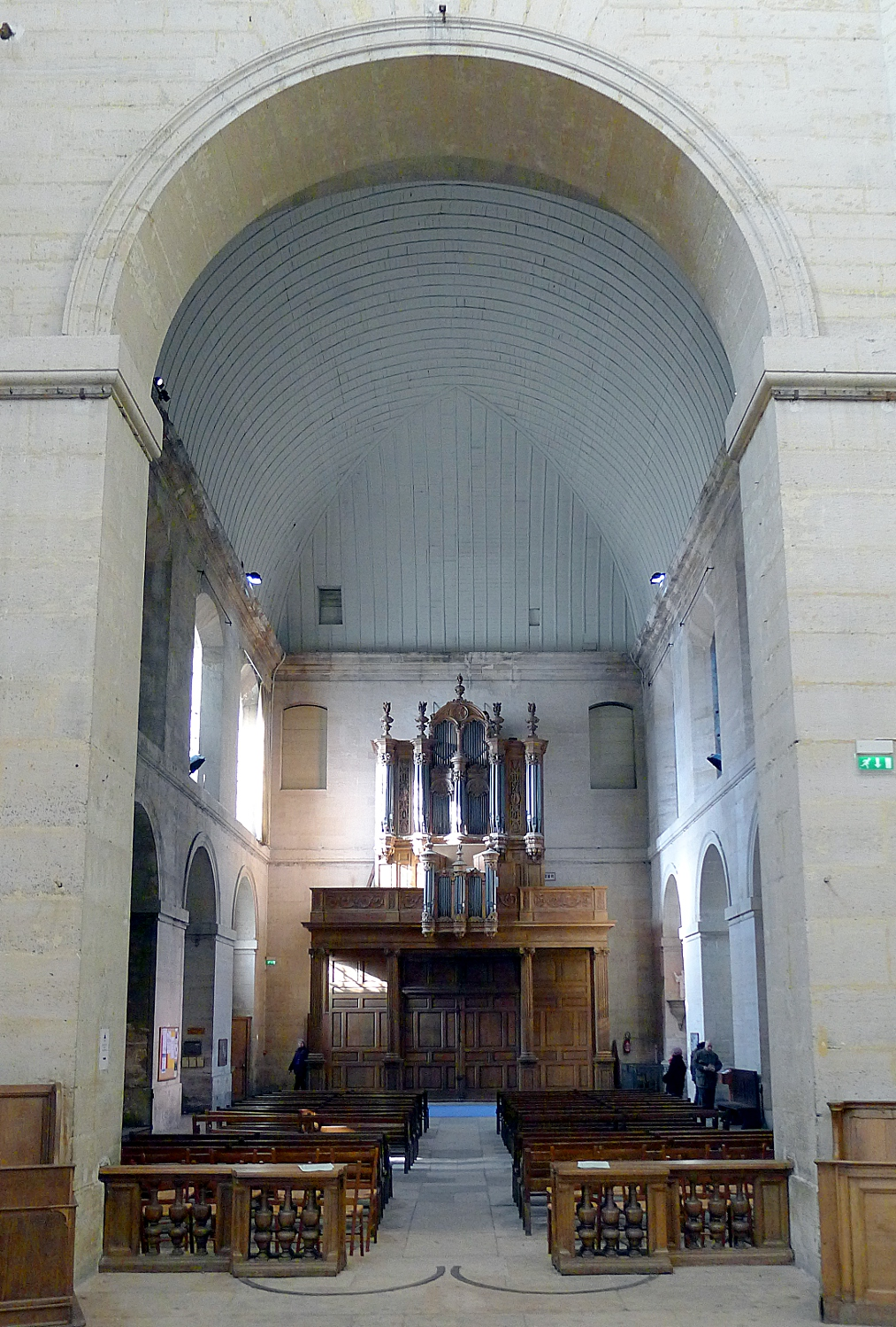
Braccio d'ingresso
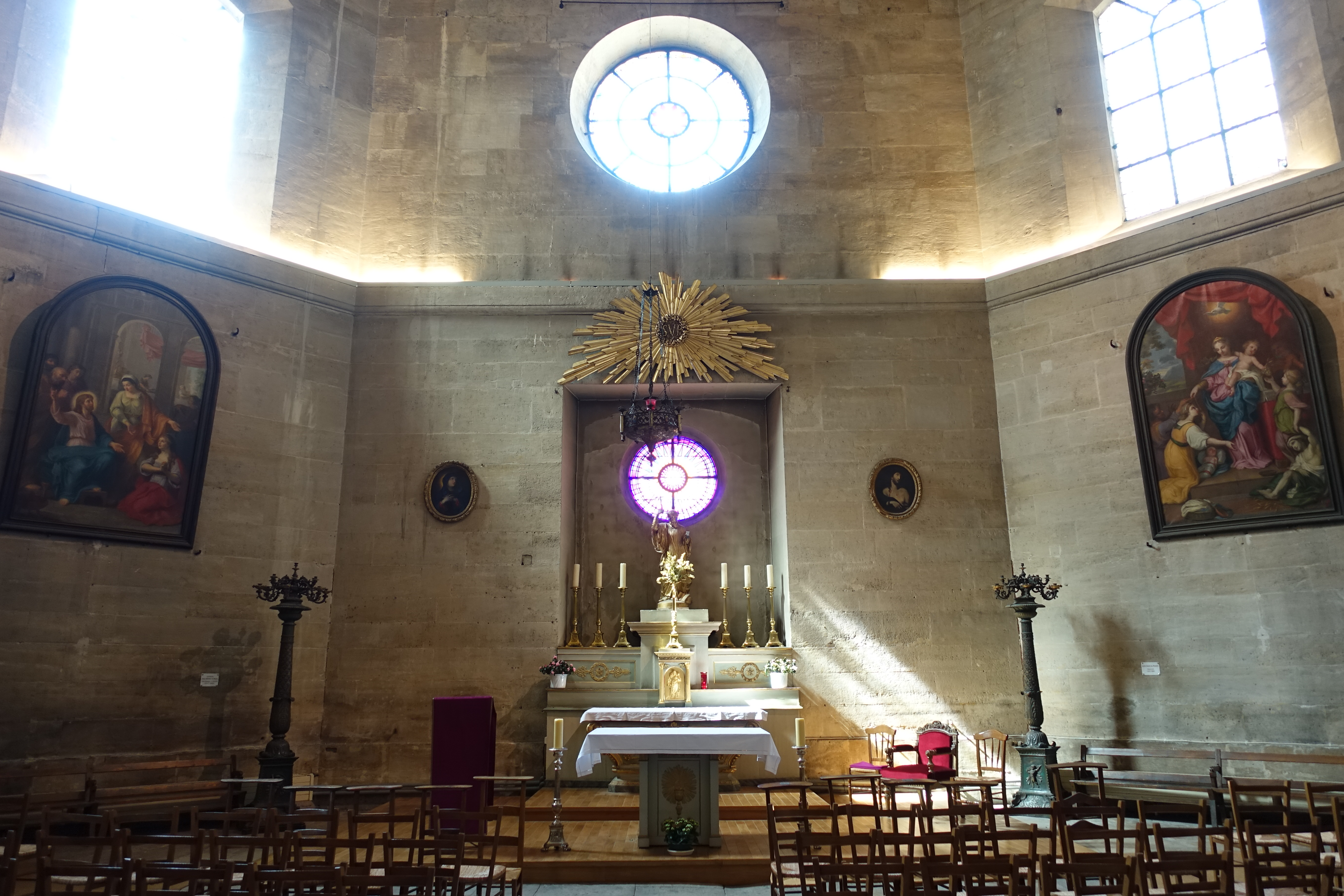
Cappella di San Vincenzo de' Paoli
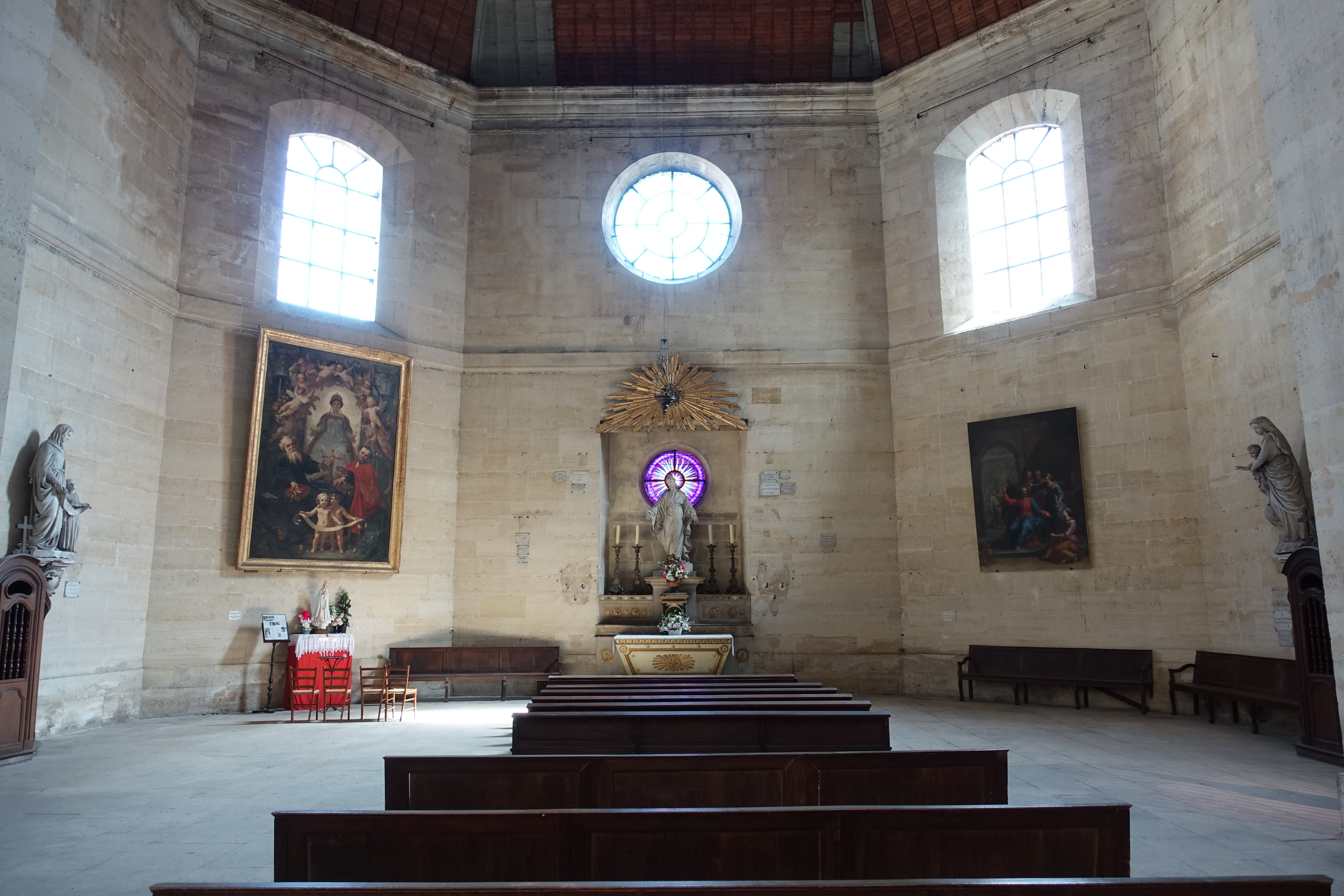
Cappella di Santa Genoveffa
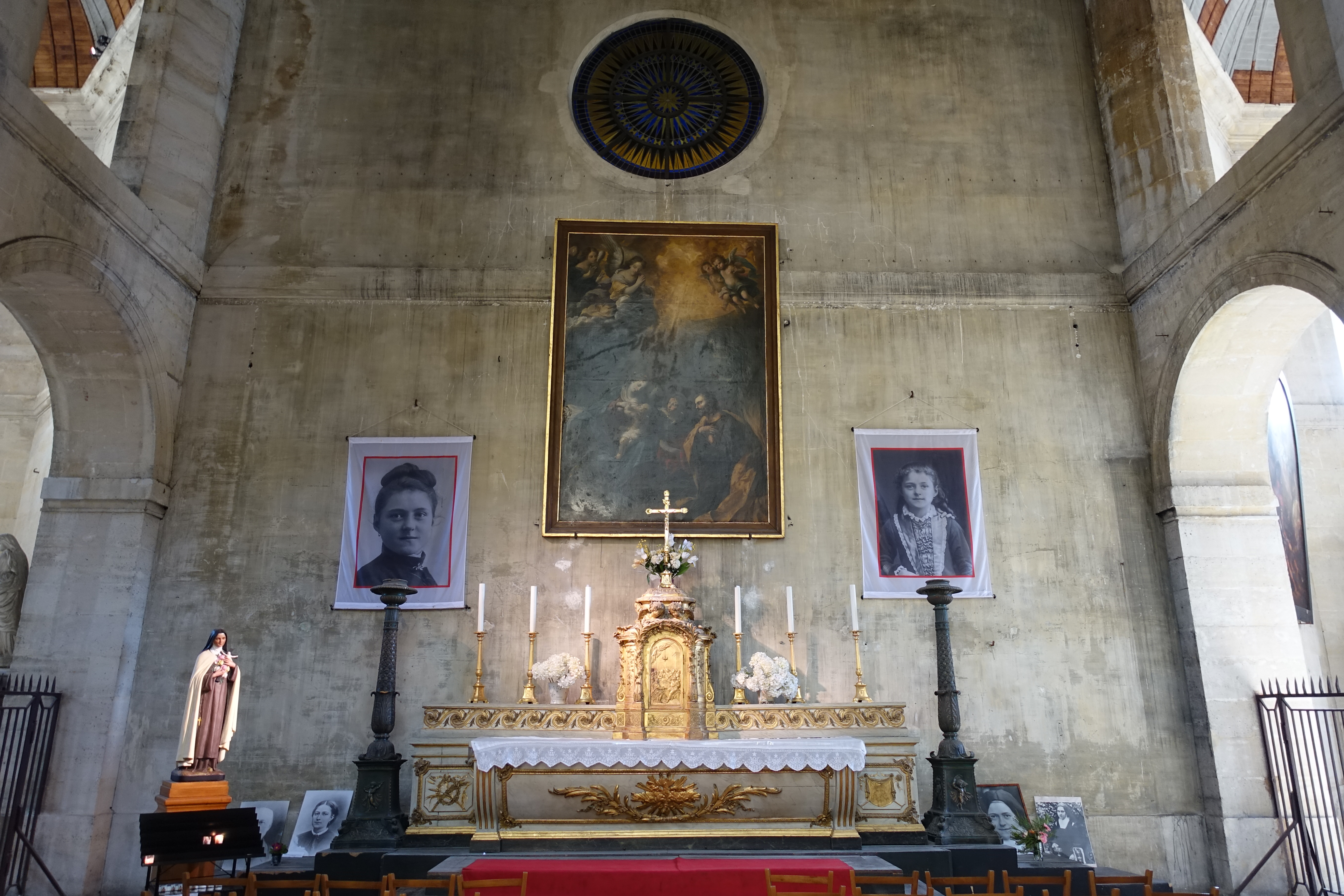
Altare maggiore
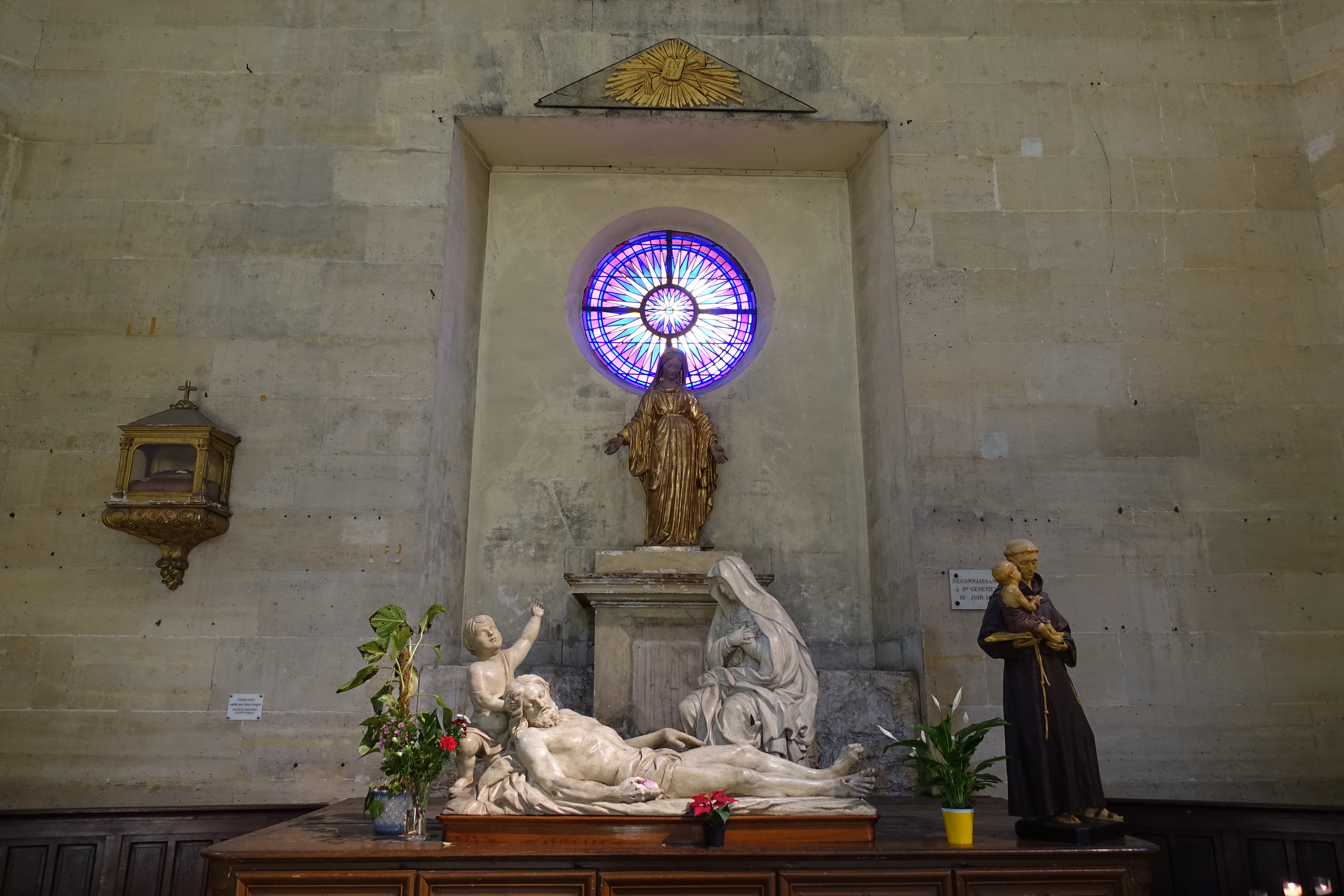
Pietà (XVIII secolo)